# Das Geheimnis des Goldpokals
Das Geheimnis des Goldpokals ist ein österreich-ungarischer Stummfilm-Krimi von Rudolf Stiaßny mit Otto Tressler in der Hauptrolle eines Giftmörders.

## Handlung
Verlobung im Adelsmilieu. Gräfin Leonie von Holstorff und ihr Galan Baron Prinitz beabsichtigen, demnächst zu heiraten. Als der Bräutigam in spe mit dem familieneigenen, antiken Goldpokal zur Feier anstößt, bricht er kurz darauf zusammen: Keine Frage: Jemand hat das Trinkgefäß zum Schierlingsbecher umfunktioniert und den jungen Mann mit Blausäure vergiftet, wie die Obduktion später ergeben soll. Ein Detektiv namens Walters wird von der Familie Holstorff mit Nachforschungen beauftragt, und der familieneigene Hausarzt Dr. Amelius soll ihn dabei unterstützen. Walters stößt bald auf ein Familiengeheimnis: Die Holstorffs haben mit der jungen Magda einen Problemfall. Die jüngere Tochter des alten Grafen gilt als nervenkrank und steht stark unter dem Einfluss von Dr. Amelius, in den Magda bis über beide Ohren verliebt ist. Offensichtlich behandelt der Hausarzt das Mädchen mittels Einsatz von Hypnose. Die Erwähnung des Mordanschlags auf ihren verblichenen Schwager in spe macht Magda augenblicklich hypernervös.
Amelius, der Magda Avancen ziemlich rüde von sich stößt, weil er selbst ein Auge auf Leonie geworfen hat, sorgt mit seinen Zurückweisungen dafür, dass Magda in immer tiefere Depressionen verfällt. Sie sieht nun keinen Grund mehr dafür, auf Amelius Rücksicht zu nehmen und berichtet dem Detektiv von einer Beobachtung, die sie gemacht hatte: Kurz vor dem Giftanschlag habe Dr. Amelius höchstselbst den Goldpokal aus dem Holstorff’schen Schrank geholt. Damit gerät nun Amelius als Nutznießer des Todes von Baron Prinitz in den Fokus von Walters’ Ermittlungen. Mit einem Trick will der Detektiv Dr. Amelius als Täter entlarven. Gräfin Leonie wird dafür mit ins Boot geholt. Sie soll dem Hausarzt vorgaukeln, dass sie ebenso in ihn verliebt sei wie er in sie. Im entscheidenden Moment reicht Walters während einer Jause dem Arzt den Goldpokal, der mit Wein gefüllt ist. Da Amelius meint, im Wein ein sich auflösendes Pulver zu erkennen, bricht er bei diesem Déla-vu-Erlebnis zusammen. Des Giftmordes überführt, muss der schurkische Arzt demnächst seinem Henker begegnen.

## Produktionsnotizen
Das Geheimnis des Goldpokals entstand im Spätfrühling/Frühsommer 1918 und wurde am 13. September desselben Jahres in Wien uraufgeführt. Die Länge des für die Jugend verbotenen Vierakters betrug um 1345 Meter.

## Kritik
In Wiens Neue Kino-Rundschau heißt es: „Ein überaus geistvoller Detektivfilm, der den bekannten Schauspieler Paul Barnay zum Verfasser hat. (…) Die überaus gelungene Photographie ermöglicht uns, jede Nuance des bekannt eindrucksvollen Spieles Otto Treßlers zu verfolgen. Wir glauben den von Treßler meisterhaft verkörperten Dr. Amelius, den die wilde Leidenschaft zum Verbrecher macht, leibhaftig vor uns zu sehen.“
Paimann’s Filmlisten resümierte: „Stoff, Spiel und Szenerie sehr gut. Photos recht gut.“